# Tour de l’Aude
Die Tour de l’Aude war ein französisches Etappenrennen im Straßenradsport und wurde 1957 zum ersten Mal im Département Aude veranstaltet.
Zwischen 1963 und 1972 fand das Rennen nicht statt. 1973 wurde das Rennen durch Jean Thomas und den AS Carcassonne wiederbelebt.
Im Jahr 1987 fusionierte das Rennen mit dem Grand Prix Midi Libre.
Nach der Wiederbelebung des Rennens verlief die Strecke rund um die Stadt Carcassonne.

## Palmarès
| Jahr      | Sieger                   | Zweiter                   | Dritter              |
| --------- | ------------------------ | ------------------------- | -------------------- |
| 1957      | André Dupré              | Siro Bianchi              | Alfred Tonello       |
| 1958      | Emmanuel Busto           | Arnaud Geyre              | Siro Bianchi         |
| 1959      | Jean Plaudet             | Marcel Queheille          | Roger Napolitano     |
| 1960      | Gérard Thiélin           | René Abadie               | Roger Walkowiak      |
| 1961      | Simon Leborgne           | Henry Anglade             | Joseph Carrara       |
| 1962      | Rolf Wolfshohl           | Ab Geldermans             | Alan Ramsbottom      |
| 1962–1972 | Keine Austragungen       | Keine Austragungen        | Keine Austragungen   |
| 1973      | Jean-Pierre Parenteau    | Claude Aigueparses        | Bernard Thévenet     |
| 1974      | Cees Bal                 | Barry Hoban               | Jean-Jacques Fussien |
| 1975      | Lucien Van Impe          | Michel Périn              | Joaquim Agostinho    |
| 1976      | Bernard Hinault          | Hubert Mathis             | Patrick Béon         |
| 1977      | Jean-Pierre Danguillaume | Ludo Peeters              | Roy Schuiten         |
| 1978      | Francesco Moser          | René Bittinger            | Eddy Schepers        |
| 1979      | Francesco Moser          | Pierre-Raymond Villemiane | Michel Laurent       |
| 1980      | Marcel Tinazzi           | Patrick Perret            | Ferdi Van Den Haute  |
| 1981      | Phil Anderson            | Palmiro Masciarelli       | Bernard Becaas       |
| 1982      | Bernard Vallet           | Patrick Bonnet            | Bernard Hinault      |
| 1983      | Phil Anderson            | Kim Andersen              | Dominique Garde      |
| 1984      | Pierre-Henri Menthéour   | Joop Zoetemelk            | Pascal Poisson       |
| 1985      | Silvano Contini          | Iñaki Gastón              | Eduardo Chozas       |
| 1986      | Jean-Luc Vandenbroucke   | Czeslaw Lang              | Thierry Marie        |